# شون سوير
شون سوير هو متزلج فني كندي، ولد في 14 يناير 1985 في إيدموندستون ‏ في كندا.

## وصلات خارجية
- الموقع الرسمي
- شون سوير على موقع الاتحاد الدولي للتزلج (الإنجليزية)
- شون سوير على موقع أوليمبيديا (الإنجليزية)